# Juan Carlos Cárdenas Toro

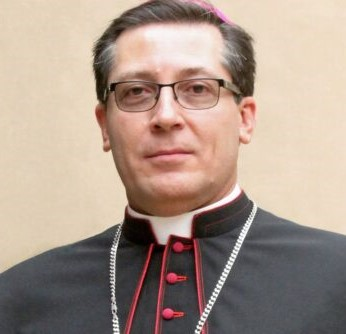
Juan Carlos Cárdenas Toro

Wappen von Juan Carlos Cárdenas Toro als Bischof von Pasto

Juan Carlos Cárdenas Toro (* 31. Mai 1968 in Cartago, Kolumbien) ist ein kolumbianischer römisch-katholischer Geistlicher und Bischof von Pasto.

## Leben
Juan Carlos Cárdenas Toro studierte am Nationalseminar in La Ceja und am diözesanen Priesterseminar in Cartago. Später erwarb er das Lizenziat in Philosophie an der Päpstlichen Universität Gregoriana in Rom. Das Sakrament der Priesterweihe empfing er am 6. September 1997 für das Bistum Cartago.
Neben verschiedenen Aufgaben in der Pfarrseelsorge und der Priesterausbildung war er geistlicher Begleiter der Cursillobewegung. Seit 2010 war er für die Kolumbianische Bischofskonferenz tätig, zunächst im Pastoralzentrum für die Evangelisation und ab 2014 im Sekretariat der Bischofskonferenz.
Am 26. Juni 2015 ernannte ihn Papst Franziskus zum Titularbischof von Nova und zum Weihbischof in Cali. Die Bischofsweihe spendete ihm der Apostolische Nuntius in Kolumbien, Erzbischof Ettore Balestrero, am 25. Juli desselben Jahres. Mitkonsekratoren waren der Erzbischof von Nueva Pamplona, Luis Madrid Merlano, und der Bischof von Cartago, José Alejandro Castaño Arbeláez OAR.
2019 wurde Weihbischof Cárdenas für die Amtszeit bis 2023 zum Generalsekretär des Lateinamerikanischen Bischofsrates (CELAM) gewählt.
Papst Franziskus ernannte ihn am 1. Oktober 2020 zum Bischof von Pasto. Daraufhin gab er sein Amt als Generalsekretär des Lateinamerikanischen Bischofsrates ab. Die Amtseinführung im Bistum Pasto fand am 21. November desselben Jahres statt.